# Richard von Vorst-Gudenau
Richard Josef Freiherr von Vorst-Gudenau ab 1850 Richard Josef Freiherr von Mirbach-Harff (* 24. August 1810 auf Burg Gudenau; † 14. Dezember 1853 in Bonn) war von 1840 bis 1850 Landrat des Kreises Grevenbroich.:795

## Leben und Werdegang
Als Sohn des Standesherrn und Richard von K.K. Kämmerers Maximilian Friedrich Freiherr von der Vorst-Lombeck und Gudenau und dessen Ehefrau Ottilie, geborenen Freiin von Mirbach zu Harff, besaß Richard Freiherr von Vorst-Gudenau bereits durch seine Abstammung enge Verbindungen in das Kaisertum Österreich. Hieraus resultierte wohl auch, das er nach dem Besuch eines Gymnasiums sich zum Zweck des Studiums nach Wien begab (1826/1827) und 1831 als Praktikant am Kriminal-Ober-Gericht in Brünn beschäftigt war. Als Regierungsreferendar wurde von Vorst-Gudenau dann ab Dezember 1837 bei der Königlichen Preußischen Regierung Düsseldorf eingesetzt, die ihn von 1838 bis 1840 dem Landratsamt Grevenbroich zuteilte. In der Nachfolge des Paul Joseph Freiherr von Pröpper übernahm er dort zum 1. Januar 1840 kommissarisch die Verwaltung des Kreises. Diese Einsetzung wurde am 6. August unter dem Vorbehalt der Landrats-Prüfung bestätigt, ehe er am 7. Juli 1841 auch die definitive Amtseinführung erhielt.:795 In seiner Amtszeit wurde das Landratsamt des Kreises von Wevelinghoven nach Grevenbroich verlegt.
Nach dem Tod seines Onkels Johann Wilhelm von Mirbach-Harff im Jahr 1849 erbte Richard Freiherr von Vorst-Gudenau dessen Fideikommiss. Mit Bestätigung von höchster Stelle vom 31. Mai 1850 übernahm er schließlich auch dessen Namen, Titel und Wappen. Auf Grund dieser familiären Änderungen ersuchte Richard Freiherr von Vorst-Gudenau am 27. Mai 1850 um seinen Abschied wegen privater Tätigkeiten. Mit Dimissoriale vom 7. September trat er zum 1. August 1850 in den Ruhestand. Zugleich erhielt er die Ernennung zum Geheimen Regierungsrat.:795
Als Angehöriger der „Rechte“ war Richard Freiherr von Vorst-Gudenau, bzw. Mirbach-Harff, im Jahr 1848 Mitglied der Preußischen Nationalversammlung und von 1849 bis zu seinem Ausscheiden 1851 Mitglied des Landtags.:795

## Familie
Der Katholik Richard Freiherr von Vorst-Gudenau war seit dem 21. Juli 1840 mit Juliana Gräfin von Hoyos-Sprinzenstein (* 7. Juni 1816; † 16. Dezember 1871), einer Tochter des K.K. Feldmarschalleutnants und Obristjägermeistrers Johann Ernst Hoyos-Sprinzenstein und der Theresia, geborene Gräfin Schlabrendorf, verheiratet.:795 Sein ältester Sohn Johann Wilhelm erbte den 1853 gestifteten rheinländischen Fideikommiss mit Gütern in den Kreisen Bergheim, Grevenbroich, Mönchengladbach, Heinsberg, Kempen und Solingen und den mit der Erstgeburt verbundenen erblichen Grafentitel von Mirbach-Harff; er blieb unverheiratet und verstarb am 19. Juni 1882. Erbe der nordmährische Allodialherrschaft Ziadlowitz (Žádlovice) wurde sein jüngerer Sohn Ernst, der 1882 auch das Erbe seines Bruders antrat. Ihre Tochter Antonia Freiin von Mirbach-Harff (1865–1921) heiratete 1865 den Landrat des Kreis Düsseldorf, Wilderich Graf von Spee.:758